# Сеад Колашинаць
Се́ад Колаши́наць (нім. Sead Kolašinac, нар. 25 травня 1993, Карлсруе) — німецький і боснійський футболіст, лівий захисник італійської «Аталанти» та національної збірної Боснії і Герцеговини.

## Клубна кар'єра
Народився 25 травня 1993 року в місті Карлсруе. Почав займатися футболом в академії місцевого «Карлсруе СК», згодом продовжував навчання в юнацьких командах клубів «Гоффенгайм 1899», «Штутгарт» та «Шальке 04».
2012 року провів 5 матчів за другу команду «Шальке 04», того ж року дебютував в іграх Бундесліги у складі головної команди гельзенкірхенського клубу. Протягом свого дебютного сезону на найвищому національному рівні відіграв у 16 іграх.
У червні 2017 року Сеад Колашинаць став гравцем клубу «Арсенал» (Лондон), перейшовши туди на правах вільного агента.
31 грудня 2020 було оголошено, що Сеад на правах оренди повернеться до складу рідного «Шальке 04» до кінця сезону. 3 червня 2021 стало відомо, що футболіст залишає «Шальке» у зв'язку з вильотом з першої бундесліги і скороченням фінансування клуб не зможе викупити трансфери гравців і укласти з ними повноцінний контракт.
Тож гравець повернувся до «Арсенала» і протягом наступної половини сезону вівдіграв за «канонірів» два матчі у Прем'єр-лізі і три кубкових гри.
У січні 2022 року приєднався до французького «Марселя», з яким уклав контракт на півтора сезони. Протягом цього періоду був серед гравців основного складу команди.
6 липня 2023 року на правах вільного агента приєднався до італійської «Аталанти».

## Виступи за збірні
2011 року дебютував у складі юнацької збірної Німеччини, взяв участь у 11 іграх на юнацькому рівні, відзначившись одним забитим голом.
Протягом 2012—2013 років залучався до складу молодіжної збірної Німеччини. Відтоді на молодіжному рівні зіграв у 2 офіційних матчах, забив один гол.
2013 року вирішив на рівні національних збірних захищати кольори збірної Боснії і Герцеговини і дебютував в офіційних матчах цієї команди. Наступного року став учасником чемпіонату світу 2014, першого великого турніру в історії боснійців, де виходив на поле у двох іграх групового етапу.
| Дата       | Місто               | Господарі            | Результат               | Гості                | Турнір                               | Голи | Примітки |
| ---------- | ------------------- | -------------------- | ----------------------- | -------------------- | ------------------------------------ | ---- | -------- |
| 18-11-2013 | Сан-Луїсs           | Аргентина            | 2 – 0                   | Боснія і Герцеговина | товариський матч                     | -    |          |
| 5-3-2014   | Інсбрук             | Боснія і Герцеговина | 0 – 2                   | Єгипет               | товариський матч                     | -    | 26' 46'  |
| 30-5-2014  | Сент-Луїс           | Боснія і Герцеговина | 2 – 1                   | Кот-д'Івуар          | товариський матч                     | -    | 19'      |
| 3-6-2014   | Чикаго              | Мексика              | 0 – 1                   | Боснія і Герцеговина | товариський матч                     | -    | 46' 85'  |
| 15-6-2014  | Ріо-де-Жанейро      | Аргентина            | 2 – 1                   | Боснія і Герцеговина | ЧС 2014 - 1-й етап                   | -    |          |
| 25-6-2014  | Салвадор (Бразилія) | Боснія і Герцеговина | 3 – 1                   | Іран                 | ЧС 2014 - 1-й етап                   | -    |          |
| 12-6-2015  | Зениця              | Боснія і Герцеговина | 3 – 1                   | Ізраїль              | Відбір до ЧЄ 2016                    | -    |          |
| 3-9-2015   | Брюссель            | Бельгія              | 3 – 1                   | Боснія і Герцеговина | Відбір до ЧЄ 2016                    | -    | 54' 72'  |
| 6-9-2015   | Зениця              | Боснія і Герцеговина | 3 – 0                   | Андорра              | Відбір до ЧЄ 2016                    | -    | 79'      |
| 16-11-2015 | Дублін              | Ірландія             | 2 – 0                   | Боснія і Герцеговина | Відбір до ЧЄ 2016                    | -    |          |
| 29-3-2016  | Цюрих               | Швейцарія            | 0 – 2                   | Боснія і Герцеговина | товариський матч                     | -    | 33'      |
| 29-5-2016  | Санкт-Галлен        | Іспанія              | 3 – 1                   | Боснія і Герцеговина | товариський матч                     | -    |          |
| 3-6-2016   | Toyota              | Боснія і Герцеговина | 2 – 2                   | Данія                | Kirin Cup                            | -    |          |
| 6-9-2016   | Зениця              | Боснія і Герцеговина | 5 – 0                   | Естонія              | Відбір до ЧС 2018                    | -    |          |
| 7-10-2016  | Брюссель            | Бельгія              | 4 – 0                   | Боснія і Герцеговина | Відбір до ЧС 2018                    | -    | 16'      |
| 10-10-2016 | Зениця              | Боснія і Герцеговина | 2 – 0                   | Кіпр                 | Відбір до ЧС 2018                    | -    | 64'      |
| 13-11-2016 | Афіни               | Греція               | 1 – 1                   | Боснія і Герцеговина | Відбір до ЧС 2018                    | -    |          |
| 25-3-2017  | Зениця              | Боснія і Герцеговина | 5 – 0                   | Гібралтар            | Відбір до ЧС 2018                    | -    | 18' 46'  |
| 31-8-2017  | Нікосія             | Кіпр                 | 3 – 2                   | Боснія і Герцеговина | Відбір до ЧС 2018                    | -    | 81'      |
| 3-9-2017   | Фару                | Гібралтар            | 0 – 4                   | Боснія і Герцеговина | Відбір до ЧС 2018                    | -    |          |
| 7-10-2017  | Сараєво             | Боснія і Герцеговина | 3 – 4                   | Бельгія              | Відбір до ЧС 2018                    | -    | 90+2'    |
| 10-10-2017 | Таллінн             | Естонія              | 1 – 2                   | Боснія і Герцеговина | Відбір до ЧС 2018                    | -    | 46'      |
| 23-3-2018  | Софія (місто)       | Болгарія             | 0 – 1                   | Боснія і Герцеговина | товариський матч                     | -    |          |
| 27-3-2018  | Гавр                | Сенегал              | 0 – 0                   | Боснія і Герцеговина | товариський матч                     | -    | 77'      |
| 26-3-2019  | Зениця              | Боснія і Герцеговина | 2 – 2                   | Греція               | Відбір до ЧЄ 2020                    | -    | 90+1'    |
| 5-9-2019   | Зениця              | Боснія і Герцеговина | 5 – 0                   | Ліхтенштейн          | Відбір до ЧЄ 2020                    | -    |          |
| 8-9-2019   | Єреван              | Вірменія             | 4 – 2                   | Боснія і Герцеговина | Відбір до ЧЄ 2020                    | -    |          |
| 12-10-2019 | Зениця              | Боснія і Герцеговина | 4 – 1                   | Фінляндія            | Відбір до ЧЄ 2020                    | -    |          |
| 15-10-2019 | Афіни               | Греція               | 2 – 1                   | Боснія і Герцеговина | Відбір до ЧЄ 2020                    | -    |          |
| 15-11-2019 | Зениця              | Боснія і Герцеговина | 0 – 3                   | Італія               | Відбір до ЧЄ 2020                    | -    |          |
| 4-9-2020   | Флоренція           | Італія               | 1 – 1                   | Боснія і Герцеговина | Ліга націй УЄФА 2020-2021 - 1-й етап | -    | 83'      |
| 8-10-2020  | Сараєво             | Боснія і Герцеговина | 1 – 1 д.ч. (3 – 4 п.п.) | Північна Ірландія    | Відбір до ЧЄ 2020                    | -    | 47' 118' |
| 11-10-2020 | Зениця              | Боснія і Герцеговина | 0 – 0                   | Нідерланди           | Ліга націй УЄФА 2020-2021 - 1-й етап | -    | 46'      |
| 14-10-2020 | Вроцлав             | Польща               | 3 – 0                   | Боснія і Герцеговина | Ліга націй УЄФА 2020-2021 - 1-й етап | -    | 44'      |
| 15-11-2020 | Амстердам           | Нідерланди           | 3 – 1                   | Боснія і Герцеговина | Ліга націй УЄФА 2020-2021 - 1-й етап | -    |          |
| 24-3-2021  | Гельсінкі           | Фінляндія            | 2 – 2                   | Боснія і Герцеговина | Відбір до ЧС 2022                    | -    | 89'      |
| 27-3-2021  | Зениця              | Боснія і Герцеговина | 0 – 0                   | Коста-Рика           | товариський матч                     | -    |          |
| 31-3-2021  | Сараєво             | Боснія і Герцеговина | 0 – 1                   | Франція              | Відбір до ЧС 2022                    | -    |          |
| 1-9-2021   | Страсбург           | Франція              | 1 – 1                   | Боснія і Герцеговина | Відбір до ЧС 2022                    | -    | 54'      |
| 7-9-2021   | Зениця              | Боснія і Герцеговина | 2 – 2                   | Казахстан            | Відбір до ЧС 2022                    | -    | 46'      |
| 9-10-2021  | Астана              | Казахстан            | 0 – 2                   | Боснія і Герцеговина | Відбір до ЧС 2022                    | -    |          |
| 12-10-2021 | Львів               | Україна              | 1 – 1                   | Боснія і Герцеговина | Відбір до ЧС 2022                    | -    | 90+1'    |
| 13-11-2021 | Зениця              | Боснія і Герцеговина | 1 – 3                   | Фінляндія            | Відбір до ЧС 2022                    | -    | 39'      |
| 25-3-2022  | Зениця              | Боснія і Герцеговина | 0 – 1                   | Грузія               | товариський матч                     | -    |          |
| 29-3-2022  | Зениця              | Боснія і Герцеговина | 1 – 0                   | Люксембург           | товариський матч                     | -    | кап. 82' |
| 4-6-2022   | Гельсінкі           | Фінляндія            | 1 – 1                   | Боснія і Герцеговина | Ліга націй УЄФА 2022-2023 - 1-й етап | -    |          |
| 7-6-2022   | Зениця              | Боснія і Герцеговина | 1 – 0                   | Румунія              | Ліга націй УЄФА 2022-2023 - 1-й етап | -    | 67'      |
| 11-6-2022  | Подгориця           | Чорногорія           | 1 – 1                   | Боснія і Герцеговина | Ліга націй УЄФА 2022-2023 - 1-й етап | -    | 65' 68'  |
| 14-6-2022  | Зениця              | Боснія і Герцеговина | 3 – 2                   | Фінляндія            | Ліга націй УЄФА 2022-2023 - 1-й етап | -    | 68'      |
| 23-9-2022  | Зениця              | Боснія і Герцеговина | 1 – 0                   | Чорногорія           | Ліга націй УЄФА 2022-2023 - 1-й етап | -    |          |
| 26-9-2022  | Бухарест            | Румунія              | 4 – 1                   | Боснія і Герцеговина | Ліга націй УЄФА 2022-2023 - 1-й етап | -    | 61'      |
| 17-6-2023  | Лісабон             | Португалія           | 3 – 0                   | Боснія і Герцеговина | Відбір до ЧЄ 2024                    | -    | 80'      |
| 20-6-2023  | Зениця              | Боснія і Герцеговина | 0 – 2                   | Люксембург           | Відбір до ЧЄ 2024                    | -    |          |
| Усього     |                     | Матчів (10 місце)    | 53                      |                      | Голів                                | 0    |          |

## Титули і досягнення
- Володар Суперкубка Англії (2):

«Арсенал»: 2017, 2020
- Володар Кубка Англії (1):

«Арсенал»: 2019–20
- Переможець Ліги Європи УЄФА (1):

«Аталанта»: 2023–24